# Acqua dal sole
(Episodio: Acqua dal sole)
Acqua dal sole è una raccolta di tredici racconti dello scrittore statunitense Bret Easton Ellis. 
Tredici storie raccontano l'intrecciarsi dei destini di un nucleo di personaggi ambigui e sopra le righe nella Los Angeles dei primi anni ottanta. 
Dal libro è stato tratto nel 2009 il film The Informers - Vite oltre il limite, con la regia di Gregor Jordan.

## Edizioni in italiano
- Bret Easton Ellis, Acqua dal sole, traduzione di Francesco Saba Sardi, Bompiani, Milano 1994
- Bret Easton Ellis, Acqua dal sole, CDE, Milano 1995
- Bret Easton Ellis, Acqua dal sole, Bompiani, Milano 1998
- Bret Easton Ellis, Acqua dal sole, Tascabili Bompiani, Milano 2000
- Bret Easton Ellis, Acqua dal sole, Einaudi, Torino 2006